# 탐스베크군

탐스베크군의 위치

탐스베크군(독일어: Bezirk Tamsweg)은 오스트리아 잘츠부르크주에 위치한 군으로 행정 중심지는 탐스베크이며 면적은 1,019.65km2, 인구는 20,437명(2023년 기준), 인구 밀도는 20명/km2이다. 서쪽으로는 장크트요한임퐁가우군, 북쪽으로는 슈타이어마르크주 리첸군, 동쪽으로는 슈타이어마르크주 무라우군, 남쪽으로는 케른텐주 슈피탈안데어드라우군과 접한다.

## 하위 행정 구역
4개 시장도시, 11개 일반 시를 관할한다.
- 시장도시
  - 마리아파르(Mariapfarr)
  - 마우테른도르프(Mauterndorf)
  - 장크트미하엘임룽가우(St. Michael im Lungau)
  - 탐스베크(Tamsweg)
- 일반 시
  - 괴리아흐(Göriach)
  - 레사흐(Lessach)
  - 무어(Muhr)
  - 라밍슈타인(Ramingstein)
  - 장크트안드레임룽가우(St. Andrä im Lungau)
  - 장크트마르가레텐임룽가우(St. Margarethen im Lungau)
  - 토마탈(Thomatal)
  - 트벵(Tweng)
  - 운테른베르크(Unternberg)
  - 바이스프리아흐(Weißpriach)
  - 체더하우스(Zederhaus)